# Chanson d'Échelon

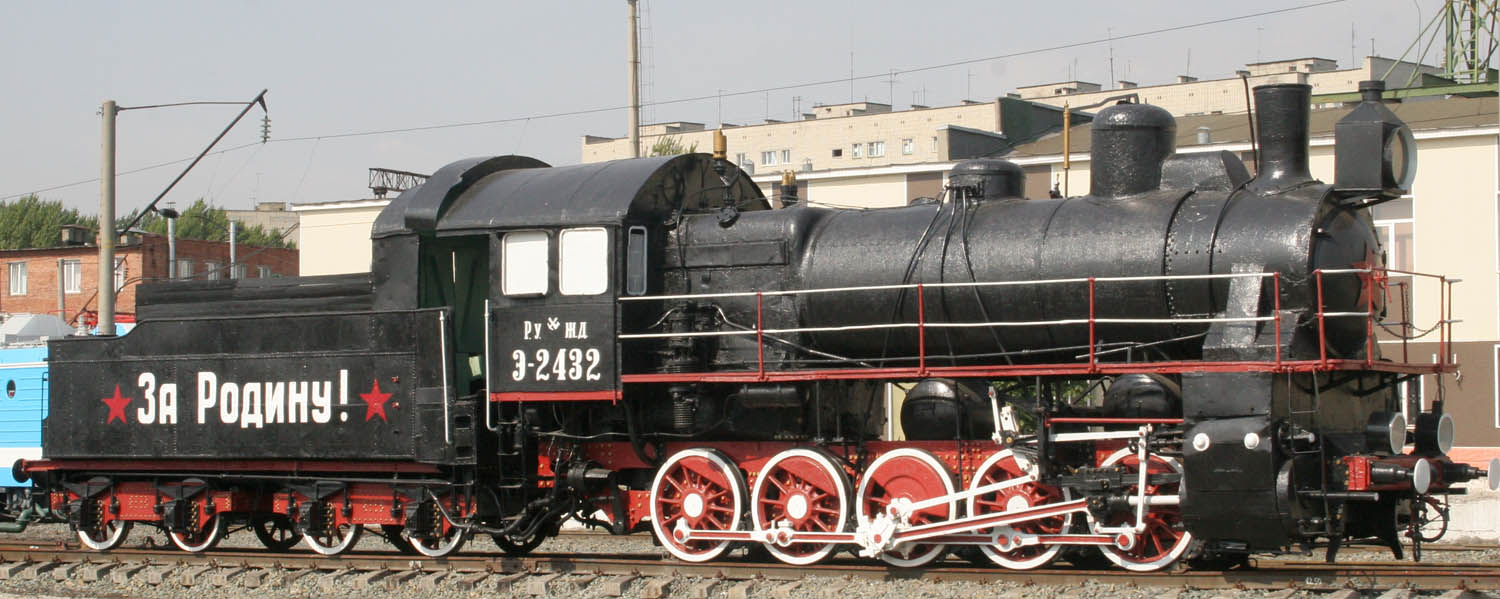
Locomotive de l'époque de la guerre civile russe (Э-2432, construite en 1915).

La chanson d'Échelon (en russe : Эшелонная [Песня], Echelonnaya pesnia), également connue sous le nom de Chanson de Vorochilov (Песня о Ворошилове, Pesnia o Vorochilove) ou Chanson militaire des Gardes Rouges (Боевая красногвардейская, Boïevaïa krasnogvardieïskaïa), est une chanson russe écrite en 1933 par A. V. Alexandrov (musique) et Ossip Kolytchev (ru) (paroles), dédiée à Kliment Vorochilov. C'est l'une des nombreuses chansons soviétiques populaires qui rappellent l'époque de la guerre civile russe. Cette chanson particulière parle de la « guerre ferroviaire » (appelée en russe эшелонная война, « guerre par échelons ») pendant la bataille de Tsaritsyne de 1918 (entre 1925 et 1961, Tsaritsyne était connue sous le nom de Stalingrad et depuis 1962 sous le nom de Volgograd), où (selon l'historiographie officielle soviétique) Vorochilov et Joseph Staline sont devenus amis. La musique de la chanson est composée de manière à rappeler le rythme d'une locomotive à vapeur, commençant par un accelerando et un crescendo, et se terminant par un decrescendo.
La chanson a été utilisée pour le générique de fin du film Ave César ! de 2016.